# Industry (série télévisée)
Pour les articles homonymes, voir Industry.
Industry ou L'Industrie au Québec, est une série télévisée dramatique britannique créé par Mickey Down et Konrad Kay. Elle est diffusée à partir du 9 novembre 2020 sur HBO aux États-Unis et HBO Canada au Canada, et à partir du 10 novembre 2020 sur la chaîne BBC Two au Royaume-Uni.
En France, la série est programmée sur OCS City, 24 heures après sa diffusion américaine, au Québec à Super Écran, et en Belgique francophone sur Be 1.

## Distribution
- Myha'la Herrold (VF : Youna Noiret) : Harper Stern
- Marisa Abela (VF : Leslie Lipkins) : Yasmin Kara-Hanani
- Harry Lawtey (VF : Juan Llorca) : Robert Spearing
- David Jonsson (VF : Simon Koukissa) : Gus Sackey
- Conor MacNeill (VF : Julien Crampon) : Kenny Kilbane
- Freya Mavor (VF : Chloé Berthier) : Daria Greenock
- Ken Leung (VF : Laurent Morteau) : Eric Tao
- Will Tudor : Theo Tuck
- Sagar Radia (VF : Nessym Guetat) : Rishi Ramdani
- Priyanga Burford (en) (VF : Marie Bouvier) : Sara Dhadwal
- Caoilfhionn Dunne : Jackie Walsh
- Mark Dexter (en) (VF : Gilduin Tissier) : Hilary Wyndham
- Ben Lloyd-Hughes (VF : Gauthier Battoue) : Greg Grayson
- Derek Riddell (VF : Olivier Pajot) : Clement Cowan
- Jonathan Barnwell : Seb Oldroyd
- Amir El-Masry (VF : Antoine Nouel) : Usman Abboud
- Sarah Parish (VF : Marjorie Frantz) : Nicole Craig
- Nicholas Bishop (VF : Fred Colas) : Maxim Alonso

 Source et légende : version française (VF) sur RS Doublage

## Production
La série a été développée en novembre 2017. En juin 2019, Lena Dunham est choisie pour réaliser le premier épisode. La distribution principale est annoncée fin décembre 2019.
Une deuxième saison est diffusée en 2022. HBO qui co-produit la série avec la BBC annonce le 25 octobre 2022 que la série aura une saison 3.
Le 19 septembre 2024, les deux co-créateurs de la série, Mickey Down et Konrad Kay, annoncent qu'Industry a été renouvelée pour une saison 4.

## Fiche technique
- Titre original et français : Industry
- Titre québécois : L'Industrie
- Création : Mickey Down et Konrad Kay
- Scénario : Mickey Down, Konrad Kay, Sam H. Freeman (2 épisodes) et Kate Verghese (2 épisodes)
- Décors : Sarah Whittle
- Costumes : Claire Finlay-Thompson
- Photographie : Milos Moore (5 épisodes), Catherine Derry (3 épisodes) et Daniel Stafford-Clark (1 épisode)
- Montage : Peter Christelis (4 épisodes), Dan Robinson	(4 épisodes), Christopher Watson (2 épisodes), Sarah Louise Bates (1 épisode), Maya Maffioli (1 épisode) et Sam Williams (1 épisode)
- Casting : Julie Harkin
- Musique : Nathan Micay
- Production : Lee Thomas (producteur), Jane Tranter (en), Lachlan MacKinnon, David P. Davis, Ryan Rasmussen, Mickey Down, Konrad Kay et Joel Collins (producteurs exécutifs)
- Société de production : BBC Studios, HBO et Bad Wolf (en)
- Pays d'origine :  Royaume-Uni
- Langue originale : anglais
- Format : couleur — numérique (HDTV) — son stéréo
- Genre : drame
- Durée : 49 à 52 minutes
- Dates de première diffusion :
  - États-Unis : 9 novembre 2020
  - France : 10 novembre 2020
- Classification :
  - France : Déconseillé aux moins de 16 ans

 Sauf indication contraire, les informations mentionnées dans cette section peuvent être confirmées par la base de données cinématographiques IMDb,  présente dans la section « Liens externes ».

## Épisodes

### Première saison (2020)
1. Initiation (Induction)
2. Figuration (Quiet and Nice)
3. Notting Hill (Notting Hill)
4. Petite fête entre amis (Sesh)
5. Réflexe pavlovien (Learned Behaviour)
6. Casse-Noisette (Nutcracker)
7. Activité d'avant-crise (Pre-Crisis Activity)
8. Décision finale (Reduction in Force)

### Deuxième saison (2022)
Le 10 décembre 2020, la série est renouvelée pour une deuxième saison, diffusée depuis le 1er août 2022.
1. Retour à Pierpoint (Daddy)
2. Le calamar géant (The Giant Squid)
3. Au fou (The Fool)
4. Il y a plusieurs femmes… (There Are Some Women…)
5. Cuisine et Interdépendance (Kitchen Season)
6. Les coups qu'on prend à découvert (Short to the Point of Pain)
7. Loup solitaire et Louveteau (Lone Wolf and Cub)
8. Quatre enterrements et un mariage ? (Jerusalem)

### Troisième saison (2024)
Elle est diffusée à un rythme d'un épisode par semaine depuis le 11 août 2024.
1. Il Mattino ha L'Oro in Bocca (Il Mattino ha L'Oro in Bocca)
2. De la poudre aux yeux (Smoke and Mirrors)
3. Ça (It)
4. Safari Sauvage (White Mischief)
5. Un employé loyal (Company Man)
6. Nikki Beach (ou) Mille Manières de Perdre (Nikki Beach, or: So Many Ways to Lose)
7. Un idiot utile (Useful Idiot)
8. Largesse Infinie (Infinite Largesse)